# Леффенкур
Леффенку́р (фр. Leffincourt) — коммуна во Франции, находится в регионе Шампань — Арденны. Департамент коммуны — Арденны. Входит в состав кантона Машо. Округ коммуны — Вузье.
Код INSEE коммуны — 08250.
Коммуна расположена приблизительно в 175 км к востоку от Парижа, в 50 км севернее Шалон-ан-Шампани, в 45 км к югу от Шарлевиль-Мезьера.

## Население
Население коммуны на 2008 год составляло 172 человека.
| 1962 | 1968 | 1975 | 1982 | 1990 | 1999 | 2008 |
| ---- | ---- | ---- | ---- | ---- | ---- | ---- |
| 178  | 205  | 170  | 176  | 160  | 149  | 172  |

## Администрация
| Период | Период | Фамилия        | Партия | Должность |
| ------ | ------ | -------------- | ------ | --------- |
| 2001   | 2008   | Жан-Мари Вериг |        |           |
| 2008   |        | Жак Машо       |        |           |

## Экономика
В 2007 году среди 99 человек в трудоспособном возрасте (15—64 лет) 81 были экономически активными, 18 — неактивными (показатель активности — 81,8 %, в 1999 году было 66,0 %). Из 81 активных работали 72 человека (41 человек и 31 женщина), безработных было 9 (2 мужчин и 7 женщин). Среди 18 неактивных 8 человек были учениками или студентами, 5 — пенсионерами, 5 были неактивными по другим причинам.

## Достопримечательности
- Церковь Сен-Блез[фр.] (XV—XVI века) и бывшее кладбище. Исторический памятник с 1948 года.[3]

## Фотогалерея

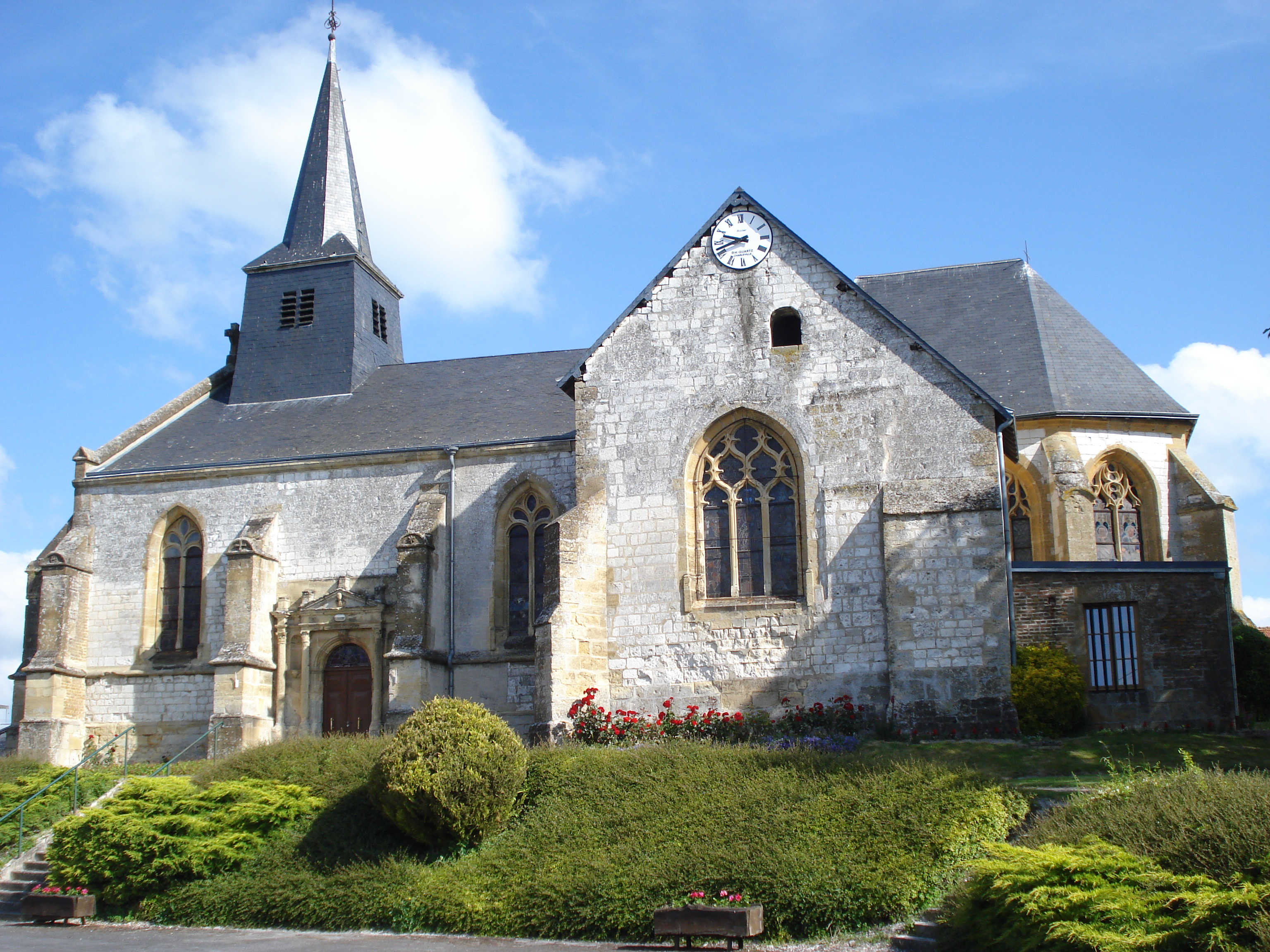
Церковь Сен-Блез
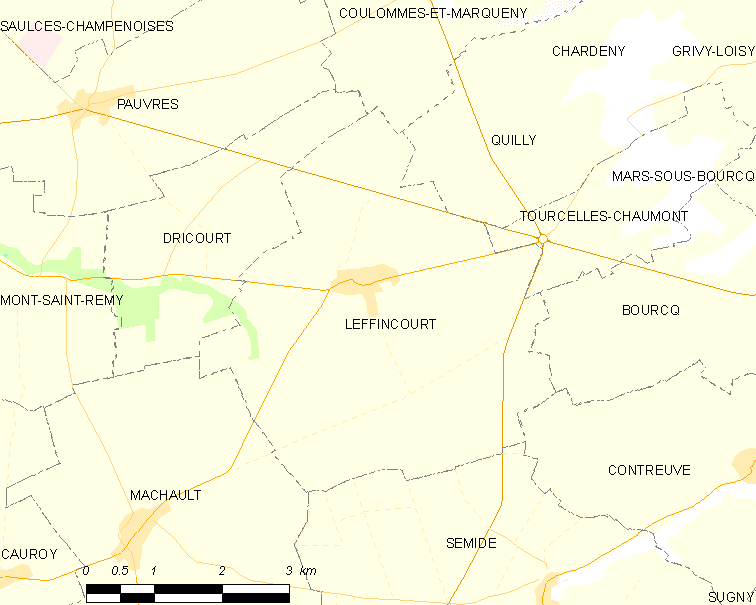
Карта коммуны